# Precipitació oculta

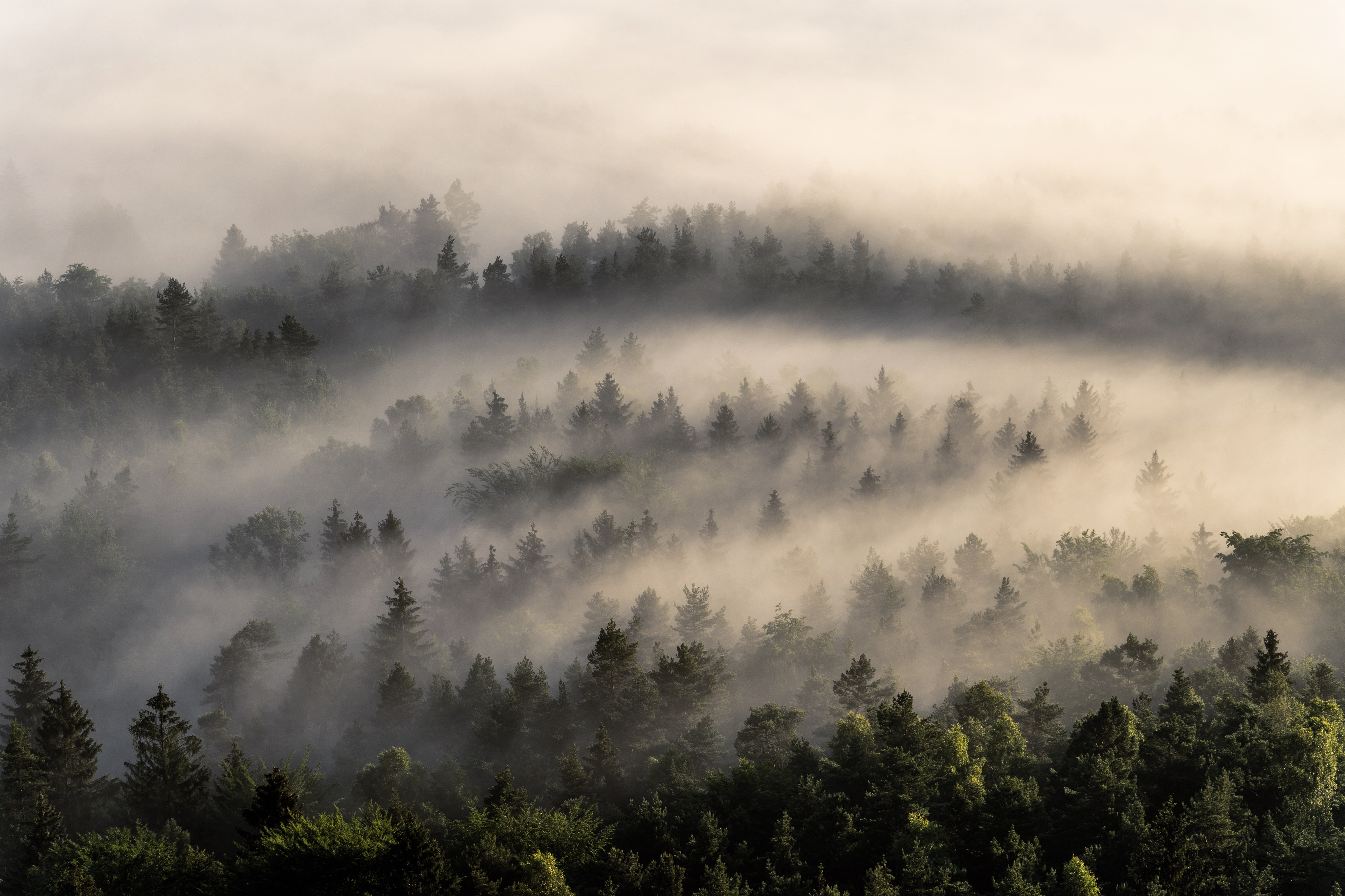
Boira matinal a la muntanya de Gohrisch, Suïssa

La precipitació oculta, precipitació horitzontal, pluja oculta o criptoprecipitació és com s'anomena la deposició sobre el terra o la vegetació, de l'aigua de les micrigotes que deixa la rosada, la boira i els seus hidrometeors o el desglaç després de la gelada, diferentment a la pluja convencional o precipitació atmosfèrica, on les gotes cauen de forma vertical per l'efecte de la gravetat.
La precipitació oculta es refereix a l'aigua, en qualsevol estat, de la rosada, la boira, el gebre o la glaçada, que acaba depositada sobre el terra i que en alguns indrets del planeta pot superar amb escreix la de la pluja. Les partícules d'aigua estan en suspensió en l'atmosfera, són transportades pel vent o depositades directament sobre els objectes que hi ha en la superfície del sòl.
Els observatoris meteorològics marquen un dia de precipitació, si entre les 06 h. del matí d'un dia determinat, fins a les 06 h. (UTC) de l'endemà, el pluviòmetre recull una quantitat d'aigua encara que sigui poca. Quan la quantitat és igual o inferior a una dècima de mil·límetre/m² (màxima precisió del pluviòmetre convencional), la precipitació s'enregistra com a ”pluja inapreciable” (IP). Pot ser que aquesta petita quantitat d'aigua no s'hagi precipitat des d'un núvol en forma de pluja, neu o calamarsa, i que l'origen de la precipitació sigui la boira.
Per la dificultat de discriminació de la precipitació oculta de la precipitació atmosfèrica, l'Organització Meteorológica Mundial (WMO) i el Servei Meteorològic de Catalunya (SMC), consideren la precipitació oculta com una precipitació no convencional, encara que l'admeten com un increment de precipitació.

## Localització

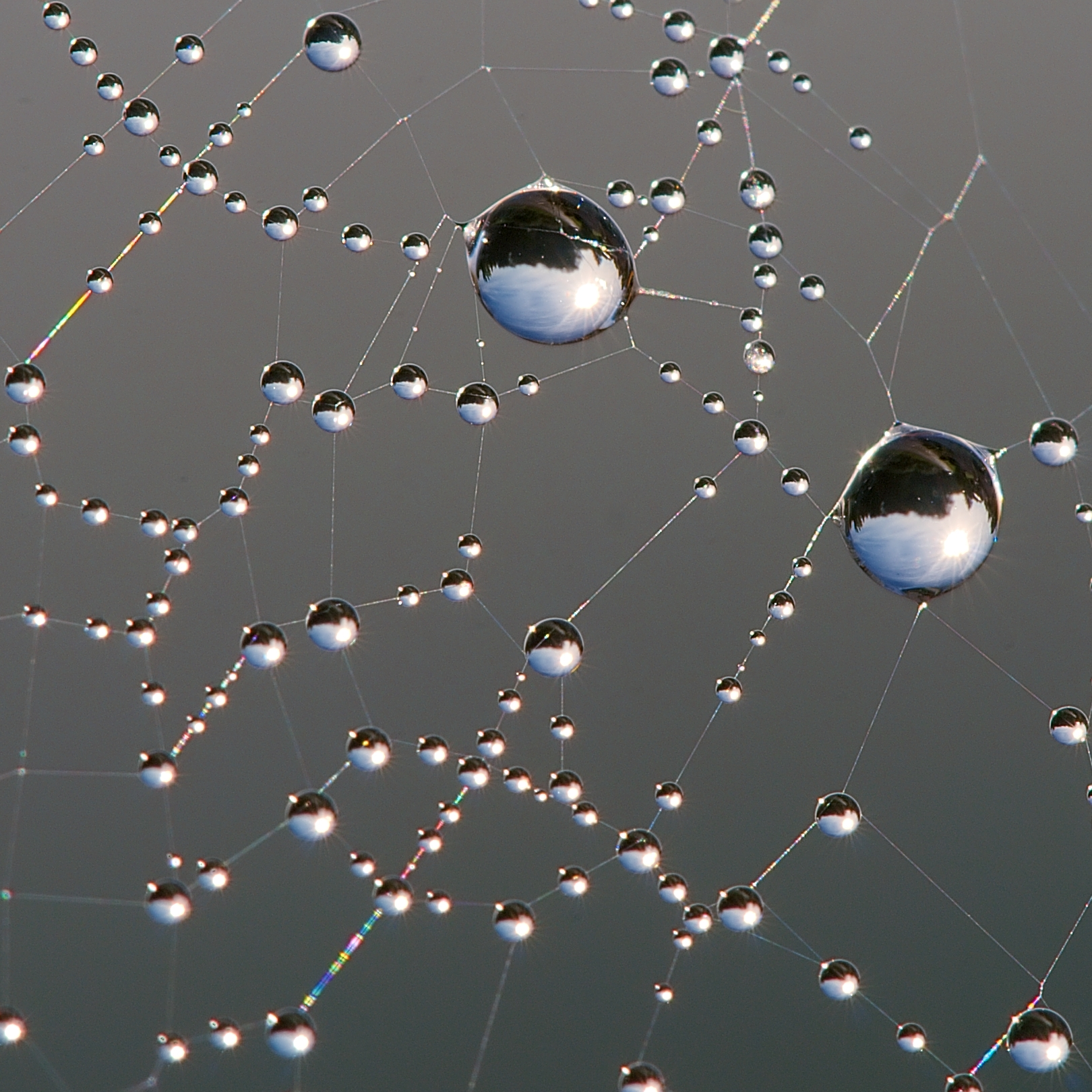
Detall: gotes d'aigua de la rosada atrapades en els fils d'una teranyina

Aquest tipus de precipitació per aportació d'humitat es produeix, sovint diàriament, en llocs on hi ha boscos i conreus. L'aigua és l'aportada i dipositada per les boires i els núvols en zones de muntanya i forestals poblades de vegetació.
La precipitació oculta és un recurs hídric gens menystenible. Sovint, les boires són molt denses i poden acumular dècimes de mil·límetre d'aigua al pluviòmetre. Els núvols baixos que estan contínuament en contacte amb els boscos fan que els arbres i les plantes s'amarin i gotegin diàriament i, fins i tot, aquesta aigua forma petits rierols deixant el terreny ben xop. En contrast, geogràficament a poca distància, hi poden haver, terrenys molt secs i polsegosos.
En els llocs àrids o semiàrids, l'aigua de la precipitació oculta en forma de boira, de rosada i l'adsorció de vapor d'aigua és de gran importància per al manteniment del balanç hídric, la pervivència de les espècies i l'ecosistema particularment fràgil d'aquests indrets.
Hi ha llocs de màxima aridesa com l'interior del Sàhara, el litoral del Namib, o Atacama, que queden afectats per grans anticiclons gairebé permanents o per corrents d'aire fred que fan que l'aire s'eixugui en entrar en contacte amb el continent, però on sovint hi domina, durant llargs períodes, la boira, anomenada camanchaca o garúa, a la costa de Xile i del Perú. Aleshores es produeix la precipitació oculta en forma de boira o de rosada, vital per a moltes plantes i conreus.
A nivell global el reciclatge de l'aigua és essencial per al futur de la societat humana. En un marc generalitzat, el reciclatge de la humitat pot contemplar-se com un servei ecosistèmic.

## Meteorologia
La interrelació dels fenòmens que produeixen la pluja oculta en diversos tipus d'ecosistemes (ja siguin plujosos, temperats o àrids), correspon a les relacions entre l'atmosfera i el sòl, l'aportació d'aigua, el pressupost energètic, l'evapotranspiració, el creixement de les plantes i les relacions ecosistèmiques existents, sobretot dins dels boscos boirosos o ennuvolats. L'intercanvi d‟aigua que es produeix (atmosfera – vegetació), permet la deposició de l'aigua de la boira que queda atrapada a les fulles de les plantes o altres obstacles, i que tot seguit cau al terra en forma de gotes.

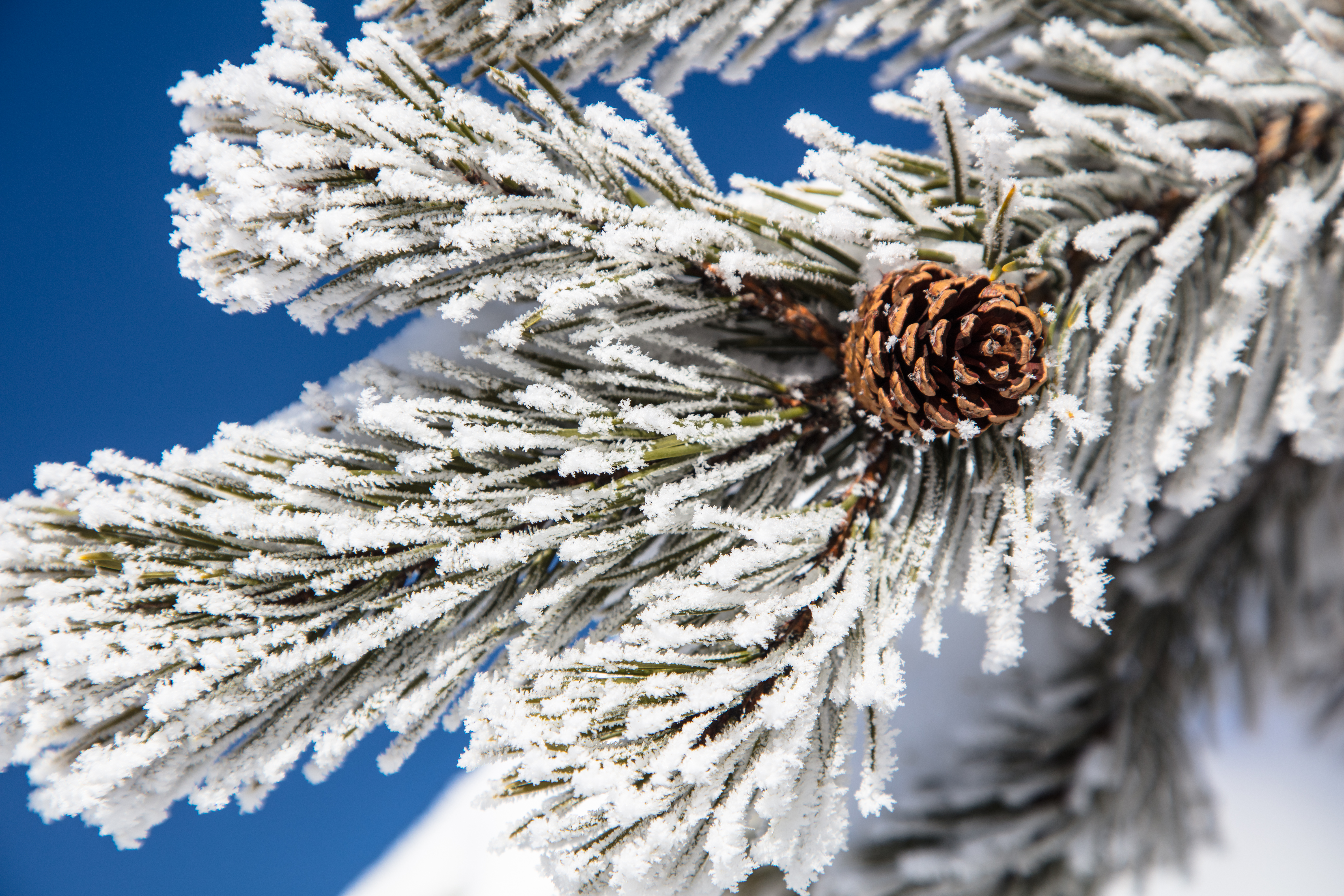
Gebre acumulat sobre les fulles d'una conífera a prop de Beryl Spring P.N. de Yellowstone, EUA (21-12-2016)

- boira: gotes d'aigua molt petites suspeses en l’atmosfera arran de terra o cotes inferiors a 1.000 m. Es formen quan es produeix una gran evaporació en la superfície del sòl i simultàniament hi ha una capa d'aire estancat o amb poca turbulència.[13]
- rosada: gotes d’aigua formades sobre les superfícies que són refredades amb la radiació nocturna, on es condensa el vapor d’aigua de la capa d'aire en contacte amb aquestes superfícies a una temperatura sempre superior als 0 °C.[13] Un concepte clau és el punt de rosada, és a dir, la temperatura en la que el vapor d’aigua es condensa.[14]
- gebre: gel de la boira que s'acumula sobre superfícies d’objectes sòlids a una temperatura inferior als 0 °C. Les gotes en estat líquid de la boira, que romanen en estat de subfusió, es refreden en entrar en contacte amb la superfície dels objectes que estan per dessota dels 0 °C, moment en què es solidifiquen i es forma el gebre.[13]
- glaçada blanca (boira congelada): formada pels cristalls de glaç que durant les radiacions nocturnes apareixen damunt de les plantes i els objectes que, alhora, són poc conductors de la calor i es refreden per dessota dels 0 °C. L'aigua passa de vapor a sòlid per sublimació.[13]

## Captadors de boira
Article principal:Atrapa-boires

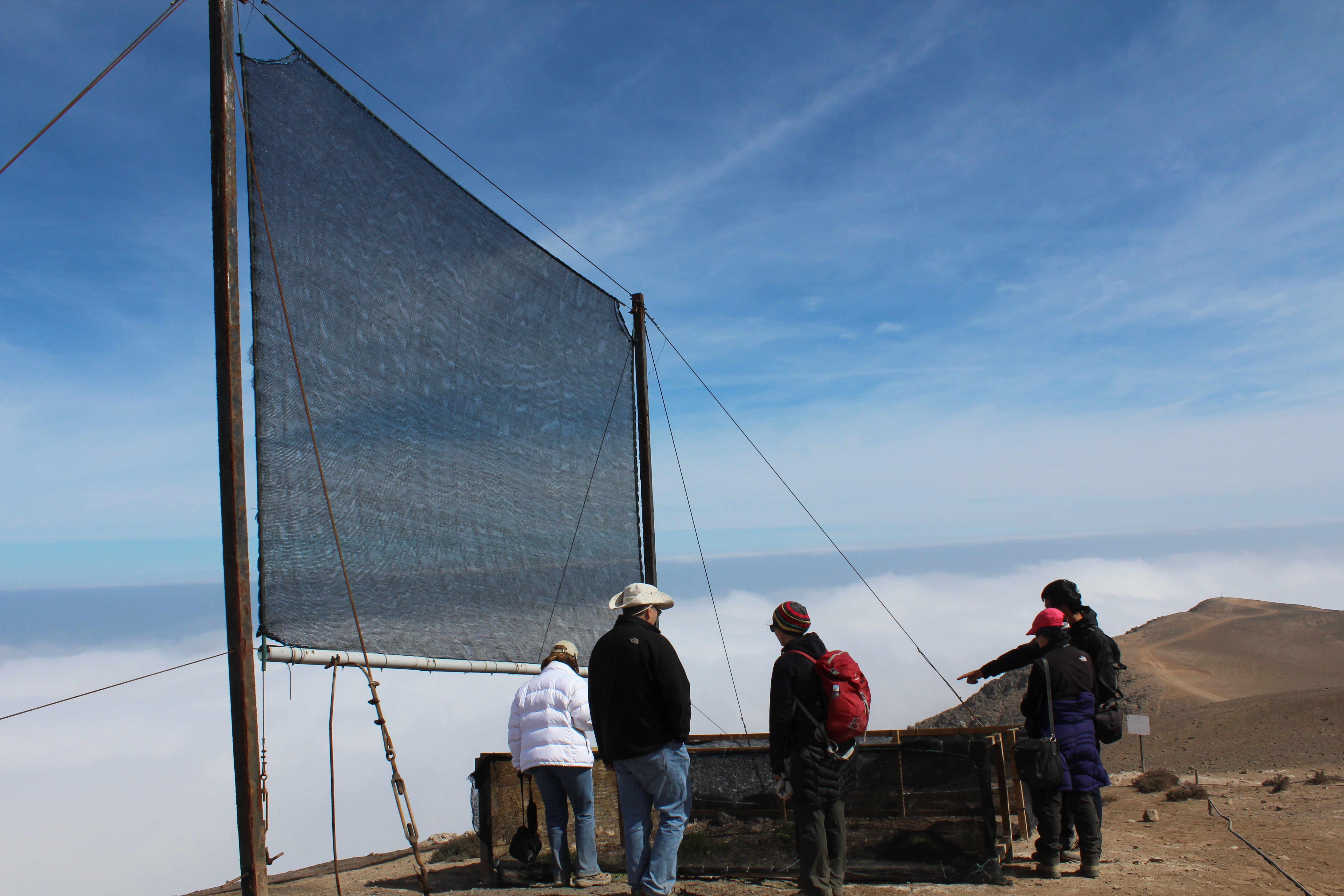
Captador de boira "atrapanieblas" experimental (2013) al Alto Patache, Xile

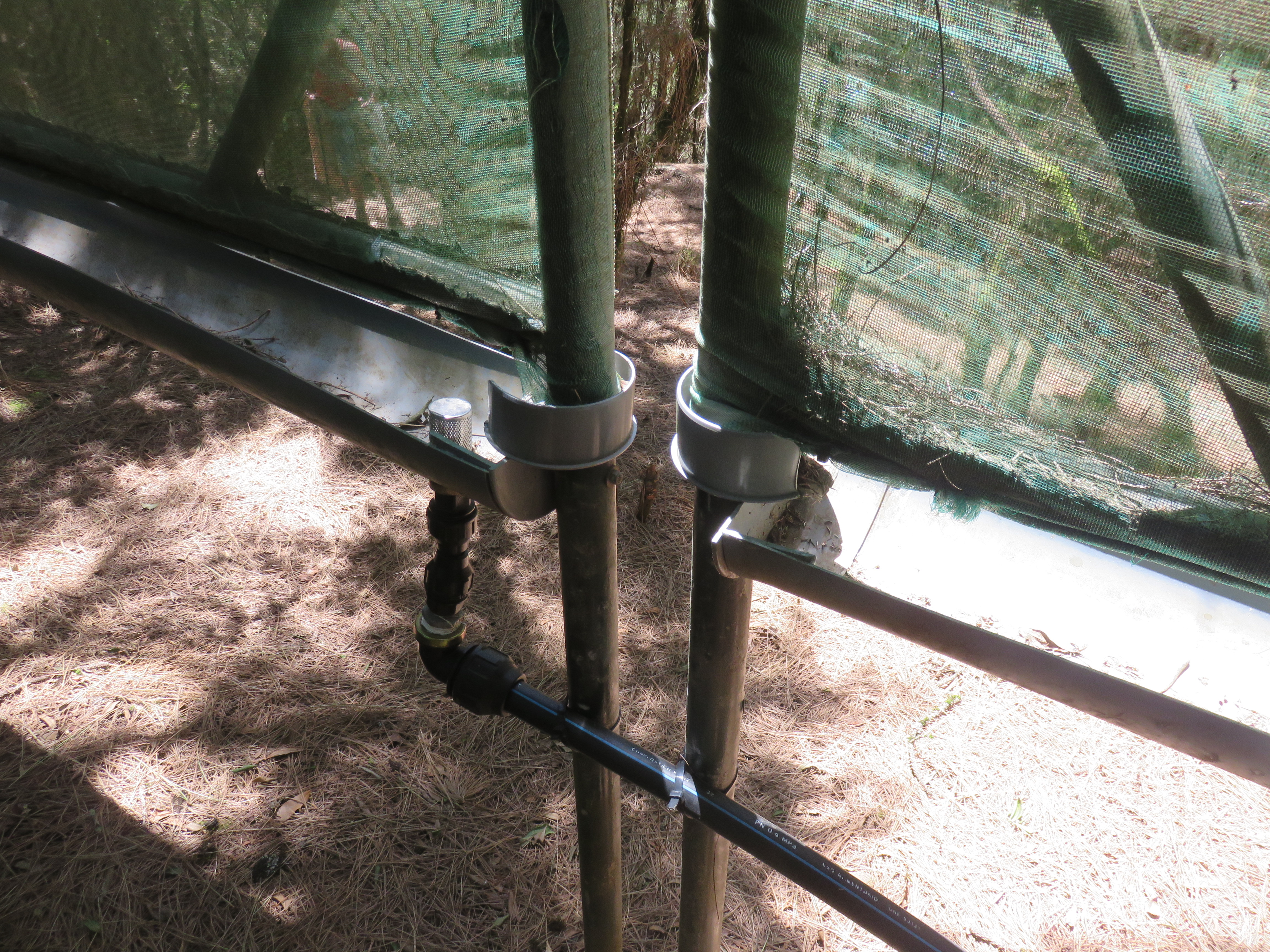
Captador/recollidor d'aigua de la boira a Cumbre Nueva, La Palma, Illes Canàries

A les regions amb escassos recursos hídrics s'han realitzat històricament captacions i més recentment experiments per a capturar l'aigua que conté la boira. Els procediments són paranys força senzills constituïts per malles fines que atrapen les gotícules i les condueixen fins a un dipòsit. Geogràficament s'han implementat, sobretot, a nivell local. No obstant, en alguns indrets, s'han registrat captacions molt favorables que han permès l'inici de programes de reforestació.
La recollida d'aigua de la boira o la rosada s'ha practicat des de l'antiguitat. S'han trobat restes arqueològiques a Israel en uns murs circulars que envoltaven vinyes per recollir la humitat de la condensació. Al desert d'Atacama i a Egipte, també s'han trobar amuntegaments i murs semblants de pedres per tal que l'aifgua de la condensació pogués regalimar per les parets interiors on es recollia.
Durant la d'ecada de 1980 es van iniciar estudis que van recollir l'aigua de la boira amb malles o xarxes i actualment, els captadors o recol·lectors d'aigua de boira s'usen a Xile i el Marroc, entre altres indrets.
Els captadors de boira són aparells i artefactes usats per a interceptar l'aigua que conté la boira per abastir mínimament d'aigua les comunitats que habiten en indrets àrids on el recurs és escàs. S'han avaluat captadors de boira com els instal·lats a l'àrea del páramo de Pan de Azúcar, Duitama-Boyacá (Colòmbia) on s'hi van disposar 60 unitats. Els volums d'aigua captats, mesurats en 24 hores durant 26 dies boirosos de l'any, van donar un resultat de recollida d'aigua de boira entre els 0,02 L/m²/dia fins als 1,77 L/m²/dia.
Els captadors són fets amb malles de polietilè o polipropilè, material molt eficient a l'hora de capturar les gotícules transportades pel vent. El material cal que sigui barat, durador i que es pugui produir en peces força grans (4 o 8 m d'amplada).
La malla, si no té una geometria adequada, acaba sent una trampa també per als insectes.

## Mesura de la precipitació oculta
L'ús de diferents mètodes i aparells per a la captació, no permetia l'estandardització dels mitjans ni la comparació dels resultats. No obstant, el 1952 el físic alemany Johannes Grunow, va dissenyar un cilindre de malla metàl·lica de 10 cm de diàmetre i 20 cm d'alçada que anava fixat sobre un pluviòmetre, amb una superfície de boca de 200 cm², que va situar al costat d'un altre pluviòmetre convencional que actuava com a "pluviòmetre testimoni". L'aparell va ser acceptat per l'OMM el 1953 i va permetre comparacions amb resultats obtinguts en altres indrets.